# Bilan saison par saison des Mets de New York
Les Mets de New York sont une franchise de la Ligue majeure de baseball depuis 1962. Cette page retrace les résultats de l'équipe depuis cette première saison avec l'indication des résultats en saison régulière et ceux enregistrés en phase de play-offs.

## New York Mets: 1962–1968
| Saison | Vic.-Déf. | Class. | World Series |
| ------ | --------- | ------ | ------------ |
| 1962   | 40-120    | 10e NL |              |
| 1963   | 51-111    | 10e NL |              |
| 1964   | 53-109    | 10e NL |              |
| 1965   | 50-112    | 10e NL |              |
| 1966   | 66-95     | 9e NL  |              |
| 1967   | 61-101    | 10e NL |              |
| 1968   | 73-89     | 10e NL |              |

## New York Mets: 1969–1993
| Saison | Vic.-Déf. | Class.     | NL Championship Series      | World Series              |
| ------ | --------- | ---------- | --------------------------- | ------------------------- |
| 1969   | 100-62    | 1er NL Est | Atlanta Braves V (3-0)      | Baltimore Orioles V (4-1) |
| 1970   | 83-79     | 3e NL Est  |                             |                           |
| 1971   | 83-79     | 3e NL Est  |                             |                           |
| 1972   | 83-73     | 3e NL Est  |                             |                           |
| 1973   | 82-79     | 1er NL Est | Cincinnati Reds V (3-2)     | Oakland Athletics D (3-4) |
| 1974   | 71-91     | 5e NL Est  |                             |                           |
| 1975   | 82-80     | 3e NL Est  |                             |                           |
| 1976   | 86-76     | 3e NL Est  |                             |                           |
| 1977   | 64-98     | 6e NL Est  |                             |                           |
| 1978   | 66-96     | 6e NL Est  |                             |                           |
| 1979   | 63-99     | 6e NL Est  |                             |                           |
| 1980   | 67-95     | 5e NL Est  |                             |                           |
| 1981   | 41-62     | 5e NL Est  |                             |                           |
| 1982   | 65-97     | 5e NL Est  |                             |                           |
| 1983   | 68-94     | 6e NL Est  |                             |                           |
| 1984   | 90-72     | 2e NL Est  |                             |                           |
| 1985   | 98-64     | 2e NL Est  |                             |                           |
| 1986   | 108-54    | 1er NL Est | Houston Astros V (4-2)      | Boston Red Sox V (4-3)    |
| 1987   | 92-70     | 2e NL Est  |                             |                           |
| 1988   | 100-60    | 1er NL Est | Los Angeles Dodgers D (3-4) |                           |
| 1989   | 87-75     | 2e NL Est  |                             |                           |
| 1990   | 91-71     | 2e NL Est  |                             |                           |
| 1991   | 77-84     | 5e NL Est  |                             |                           |
| 1992   | 72-90     | 5e NL Est  |                             |                           |
| 1993   | 59-103    | 7e NL Est  |                             |                           |

## New York Mets: depuis 1994
| Saison | Vic.-Déf. | Class.     | Spectateurs | Moyenne | NL Division Series                                 | NL Division Series                                 | NL Championship Series                             | NL Championship Series                             | World Series                                       | World Series                                       |
| ------ | --------- | ---------- | ----------- | ------- | -------------------------------------------------- | -------------------------------------------------- | -------------------------------------------------- | -------------------------------------------------- | -------------------------------------------------- | -------------------------------------------------- |
| 1994   | 55-58     | 3e NL Est  | 1 151 471   | 20 562  | pas de play-offs en raison de la grève des joueurs | pas de play-offs en raison de la grève des joueurs | pas de play-offs en raison de la grève des joueurs | pas de play-offs en raison de la grève des joueurs | pas de play-offs en raison de la grève des joueurs | pas de play-offs en raison de la grève des joueurs |
| 1995   | 69-75     | 2e NL Est  | 1 273 183   | 17 683  |                                                    |                                                    |                                                    |                                                    |                                                    |                                                    |
| 1996   | 71-91     | 2e NL Est  | 1 588 323   | 19 609  |                                                    |                                                    |                                                    |                                                    |                                                    |                                                    |
| 1997   | 88-74     | 3e NL Est  | 1 766 174   | 21 805  |                                                    |                                                    |                                                    |                                                    |                                                    |                                                    |
| 1998   | 88-74     | 2e NL Est  | 2 287 948   | 28 246  |                                                    |                                                    |                                                    |                                                    |                                                    |                                                    |
| 1999   | 97-66     | 2e NL Est  | 2 725 668   | 33 650  | Arizona Diamondbacks                               | V (3-1)                                            | Atlanta Braves                                     | D (2-4)                                            |                                                    |                                                    |
| 2000   | 94-68     | 2e NL Est  | 2 820 530   | 34 821  | San Francisco Giants                               | V (3-1)                                            | St-Louis Cardinals                                 | V (4-1)                                            | New York Yankees                                   | D (1-4)                                            |
| 2001   | 82-80     | 3e NL Est  | 2 658 330   | 32 819  |                                                    |                                                    |                                                    |                                                    |                                                    |                                                    |
| 2002   | 75-86     | 5e NL Est  | 2 804 838   | 34 628  |                                                    |                                                    |                                                    |                                                    |                                                    |                                                    |
| 2003   | 66-95     | 5e NL Est  | 2 140 599   | 26 427  |                                                    |                                                    |                                                    |                                                    |                                                    |                                                    |
| 2004   | 71-91     | 4e NL Est  | 2 318 951   | 28 629  |                                                    |                                                    |                                                    |                                                    |                                                    |                                                    |
| 2005   | 83-79     | 3e NL Est  | 2 829 929   | 34 937  |                                                    |                                                    |                                                    |                                                    |                                                    |                                                    |
| 2006   | 97-65     | 1er NL Est | 3 379 535   | 41 723  | Los Angeles Dodgers                                | V (3-0)                                            | St-Louis Cardinals                                 | D (3-4)                                            |                                                    |                                                    |
| 2007   | 88-74     | 2e NL Est  | 3 853 955   | 47 580  |                                                    |                                                    |                                                    |                                                    |                                                    |                                                    |
| 2008   | 89-73     | 2e NL Est  | 4 042 045   | 49 902  |                                                    |                                                    |                                                    |                                                    |                                                    |                                                    |
| 2009   | 70-92     | 4e NL Est  | 3 168 571   | 39 118  |                                                    |                                                    |                                                    |                                                    |                                                    |                                                    |
| 2010   | 79-83     | 4e NL Est  | 2 559 738   | 31 602  |                                                    |                                                    |                                                    |                                                    |                                                    |                                                    |
| 2011   | 77-85     | 4e NL Est  | 2 352 596   | 29 044  |                                                    |                                                    |                                                    |                                                    |                                                    |                                                    |
| 2012   | 74-88     | 4e NL Est  | 2 242 803   | 27 689  |                                                    |                                                    |                                                    |                                                    |                                                    |                                                    |
| 2013   | 74-88     | 3e NL Est  | 2 135 657   | 26 366  |                                                    |                                                    |                                                    |                                                    |                                                    |                                                    |
| 2014   | 79-83     | 2e NL Est  | 2 148 808   | 26 528  |                                                    |                                                    |                                                    |                                                    |                                                    |                                                    |
| 2015   | 90-72     | 1er NL Est | 2 569 753   | 31 725  | Los Angeles Dodgers                                | V (3-2)                                            | Chicago Cubs                                       | V (4-0)                                            | Kansas City Royals                                 | D (1-4)                                            |
| 2016   | 87-75     | 2e NL Est  | 2 789 602   | 34 440  |                                                    |                                                    |                                                    |                                                    |                                                    |                                                    |
| 2017   | 70-92     | 4e NL Est  | 2 460 622   | 30 378  |                                                    |                                                    |                                                    |                                                    |                                                    |                                                    |
| 2018   | 77-85     | 4e NL Est  | 2 224 995   | 27 469  |                                                    |                                                    |                                                    |                                                    |                                                    |                                                    |
| 2019   | 86-76     | 3e NL Est  | 2 442 532   | 30 155  |                                                    |                                                    |                                                    |                                                    |                                                    |                                                    |
| 2020   | 26-34     | 4e NL Est  | 0           | 0       |                                                    |                                                    |                                                    |                                                    |                                                    |                                                    |

## Résumé
- Résultats cumulées en saison régulière de ligue majeure : 3734 victoires pour 4064 défaites (après la saison 2010)
- Résultats cumulées en play-offs : 43 victoires pour 31 défaites
- 4 titres de Ligue nationale
- 2 titres de World Series